# Dorožno-patrul'naja služba

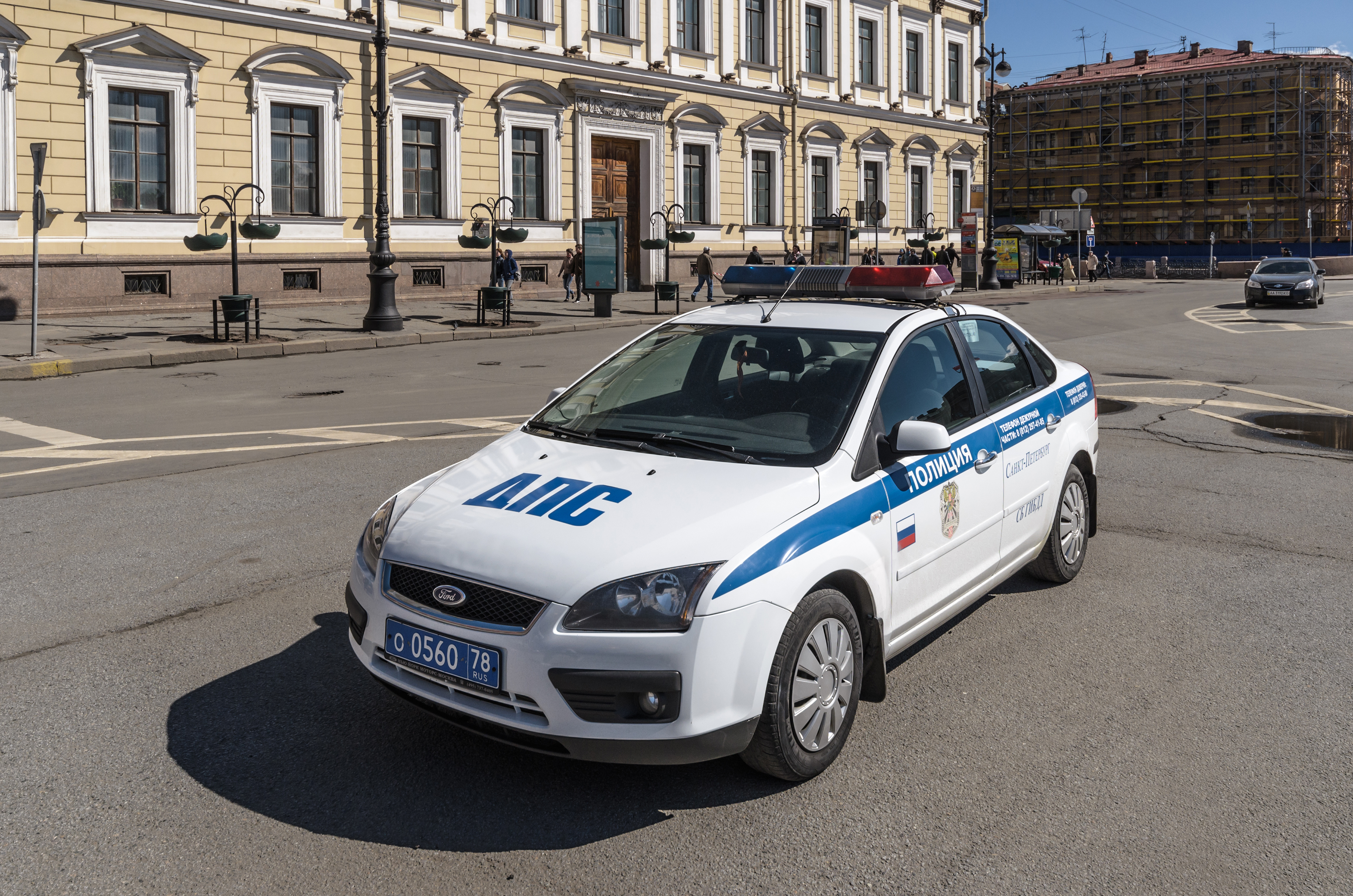

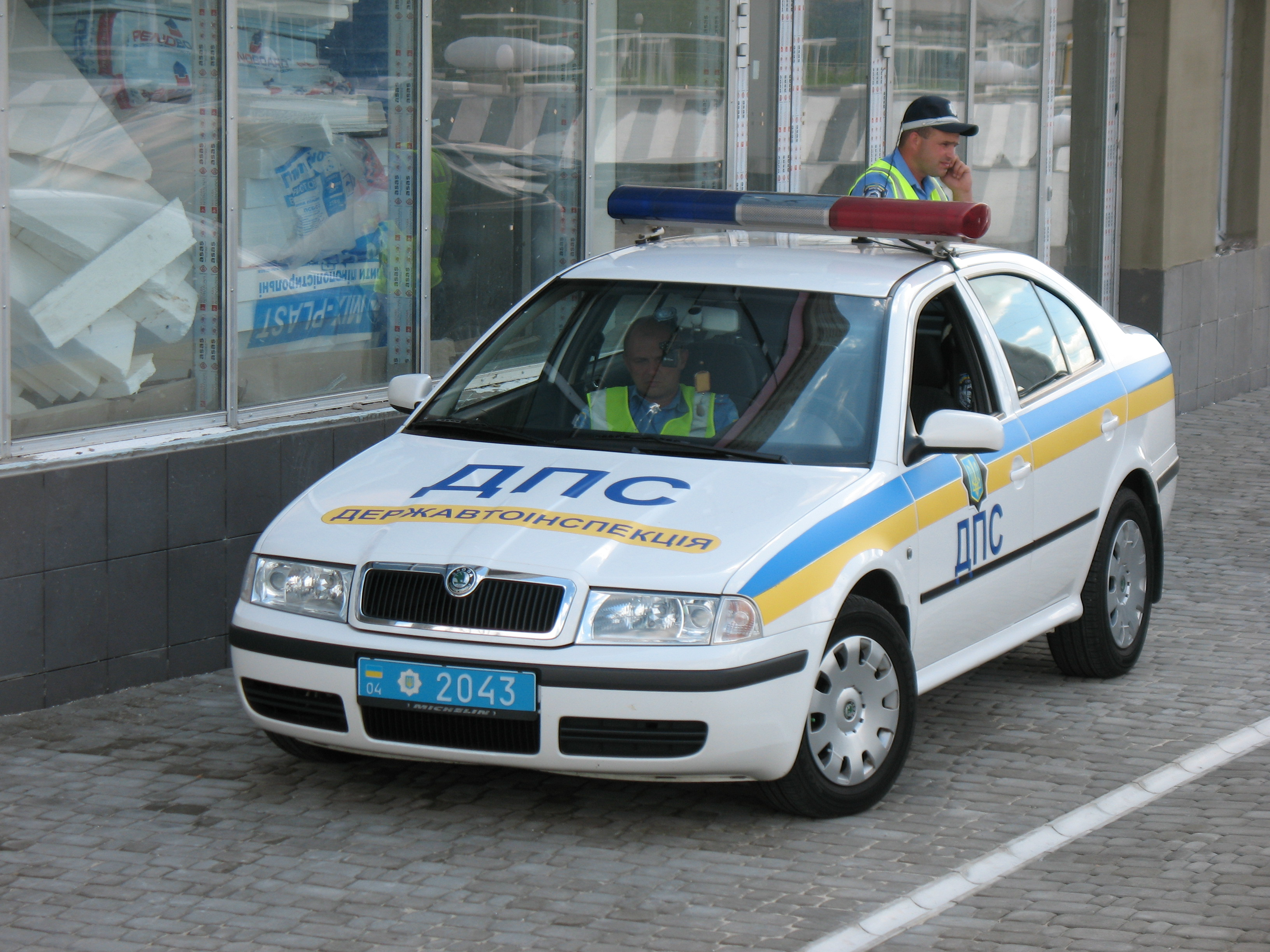

La Dorožno-patrul'naja služba (in russo дорожно-патрульная служба?), abbreviato in DPS e traducibile come Servizio di pattugliamento stradale, è un reparto della Polizia stradale russa ("GIBDD", acronimo per "Gosudarstvennaja inspekcija bezopaznosti dorožnogo dviženija"). Di conseguenza il servizio dipende dal Ministero per gli Affari Interni russo.

## Compiti
La DPS svolge le funzioni di polizia stradale. La struttura esisteva anche in Unione Sovietica, infatti è stata creata nel 1936.
I compiti di questo reparto sono:
1. difendere i diritti e gli interessi dei "partecipanti al circuito stradale";
2. far sì che i mezzi di trasporto si muovano in modo sicuro;
3. prevenire sinistri nell'ambito stradale
4. svolgere normali compiti di polizia.

La DPS, in quanto reparto soggetto a interventi in contesti stradali e ad alta velocità è equipaggiato con veicoli di grossa cilindrata.